# 2383 Бредлі
2383 Бредлі (2383 Bradley) — астероїд головного поясу, відкритий 5 квітня 1981 року.
Тіссеранів параметр щодо Юпітера — 3,642.